# Lithobius wardaranus
Lithobius wardaranus är en mångfotingart som först beskrevs av Karl Wilhelm Verhoeff 1937.  Lithobius wardaranus ingår i släktet Lithobius och familjen stenkrypare.
Artens utbredningsområde är:
- Bulgarien.
- Kroatien.
- Makedonien.
- Slovenien.

Inga underarter finns listade i Catalogue of Life.